# Somebody Like You
"Somebody Like You" es una canción coescrita e interpretada por el cantante australiano de música country Keith Urban. Fue lanzada en julio de 2002 como el primer sencillo de su tercer álbum de estudio, Golden Road (2002). La canción se convirtió en el segundo éxito número uno de Urban en la lista US Billboard Hot Country Singles & Tracks (ahora Hot Country Songs), manteniéndose en esa posición durante seis semanas. Además, la canción alcanzó el puesto número 23 en la lista Billboard Hot 100 y el número tres en Canadá. En diciembre de 2009, Billboard nombró a la canción como la mejor canción country de la década de los 2000. En 2003, la canción fue remezclada para la película Cómo perder a un chico en 10 días.

## Contenido
"Somebody Like You" está ambientada en tiempo común en clave de mi mayor. Los versos utilizan un patrón de acordes de EAEBAE, con un patrón de EAEAC ♯ mF ♯ m7 en el coro, y la voz principal oscila entre E4 y G ♯ 5. 

## Desempeño comercial
"Somebody Like You" alcanzó el número uno en la lista Billboard Hot Country Singles & Tracks (ahora Hot Country Songs ) con fecha de la semana del 19 de octubre de 2002, manteniendo esa posición durante seis semanas.  
En total, permaneció 41 semanas en esa lista. Además, logró llegar al puesto 23 en la lista Billboard Hot 100 que abarca todos los géneros. En diciembre de 2009, Billboard posicionó a "Somebody Like You" como la mejor canción country de la década.  La canción recibió doble platino por la Recording Industry Association of America (RIAA) el 31 de julio de 2019. En septiembre de 2015, la canción ha vendido 1,05 millones de copias en Estados Unidos. 
Fuera de los EE. UU., "Somebody Like You" alcanzó el puesto número tres en la lista de sencillos canadienses.  

## Video musical
El vídeo musical de la canción fue lanzado a Country Music Television (CMT) el 7 de agosto de 2002.  Fue dirigida por Trey Fanjoy, quien también dirigió el vídeo del sencillo de Urban de finales de 2000 y principios de 2001, " But for the Grace of God ". 

## Listados de seguimiento
CD sencillo canadiense (2002)
1. "Alguien como tú" - 3:53
2. "Si quieres quedarte" - 4:27

CD sencillo europeo (2005)
1. "Alguien como tú" - 3:57
2. "Te ves bien con mi camisa" - 3:47
3. "No estás solo esta noche" (acústica) - 3:40
4. "Somebody Like You" (sesiones en la presentación de AOL) - 3:45

## Personal
Se levanta al personal de las notas del transatlántico Golden Road . 
- Keith Urban – voz principal, guitarra principal, ganjo, EBow, caja de cartón
- Tim Akers - teclados
- Tom Bukovac – guitarra rítmica
- Dann Huff – guitarras
- Chris McHugh - batería
- Jimmie Lee Sloas - bajo
- Russell Terrell - coros